# Jaskinia w Aleksandrowie
Jaskinia w Aleksandrowie (SYSTEM Jaskinia w Aleksandrowie) – jaskinia, a właściwie system jaskiniowy, na terenie Niecki Nidziańskiej. Wejścia do niej znajdują się w Niecce Soleckiej, w Dolinie Aleksandrowskiej, niedaleko wsi Aleksandrów (gmina Wiślica), w pobliżu Jaskini Flisa i Jaskini w Ryglu, na wysokościach 195 i 196 m n.p.m. System jaskiniowy powstał z połączenia czterech jaskiń – dużej Jaskini w Aleksandrowie i  trzech połączonych z nią niewielkich jaskiń: Jaskini Sympozjalnej, Schronu z Przepływem i Schroniska Narożnego. Jest on częścią podziemnego przepływu Potoku Aleksandrowskiego. Łączna długość systemu wynosi 163 metry, a deniwelacja 4 metry.

## Opis jaskini
Jaskinia w Aleksandrowie ma dwa otwory wejściowe, z których jeden, główny, jest bardzo duży (8 m × 1,7 m). Za nim zaczyna się szeroki i kręty korytarz, który po kilkunastu metrach rozdziela się. W lewo idzie ciąg z dwoma niewielkimi salkami i kominkami kończący się w małym, drugim otworze wejściowym, w prawo natomiast prowadzi wąski i szczelinowy korytarz, który po 30 metrach dochodzi do zacisku. Za nim znajduje się niewielki Schron z Przepływem (10 metrów długości). Jest to obszerna sala do której prowadzi bardzo duży otwór wejściowy. Od zacisku dochodzi się do niej kilkunastometrowym wąskim korytarzykiem. Z sali w Schronie z Przepływem odchodzą:
- na południe korytarzyk prowadzący do niewielkiej salki, z której przez kominek i wąski, szczelinowy ciąg dochodzi się do małego otworu wejściowego. Jest to Schronisko Narożne (14 metrów długości).
- na północ korytarzyk, który przez zacisk doprowadza do Jaskini Sympozjalnej (20 metrów długości). Jest to kręty korytarz prowadzący do małego otworu wejściowego. Drugi otwór wejściowy do Jaskini Sympozjalnej znajduje się w studzience zaraz za zaciskiem[2].

## Przyroda
W jaskini występują nacieki gipsowe. Ściany są wilgotne, dnem okresowo płynie potok. Zamieszkują ją prawdopodobnie nietoperze, borsuki i lisy.

## Historia odkryć
Jaskinia w Aleksandrowie była prawdopodobnie znana od dawna. Jej pierwszy opis i plan sporządził Kazimierz Kowalski w 1954 roku. 
W 2002 roku odkryto Jaskinię Sympozjalną (odkryta w czasie 36. Sympozjum Speloeologicznego w Pińczowie, stąd jej nazwa). Połączono Schron z Przepływem ze Schroniskiem Narożnym. 
W sierpniu 2006 roku D. Guzik i A. Wojtoń z Wałbrzyskiego Klubu Górskiego i Jaskiniowego łączą przez zaciski Jaskinię w Aleksandrowie i Jaskinię Sympozjalną ze Schronem z Przepływem tworząc jeden system jaskiniowy.